# Maxine Sullivan
Maxine Sullivan (Homestead vagy Homestead, 1911. május 13. – New York, 1987. április 7.), amerikai dzsesszénekesnő, színésznő. Mint Ella Fitzgerald és Sarah Vaughan előfutára, az 1930-as évek egyik legjobb énekesnője volt. Peggy Lee Sullivant döntő fontosságú hatásaként említette több interjújában is.

## Pályafutása
Sullivan zenei karrierje nagybátyja zenekarában indult. Az éneklés mellett időnként kürtön és szelepharsonán is játszott. Az 1930-as évek közepén Gladys Mosier (aki Ina Ray Hutton big bandjében volt) fedezte fel. 1937-ben készítette el első felvételeit. Nem sokkal ezután Sullivan a New York-i Onyx Club sztárénekese lett.
Az 1937-ben a John Kirbyvel folytatott kapcsolata arra késztette, hogy hasonló swing-feldolgozásokat énekeljen hagyományos népi dallamokból. Népszerűsége oda vezetett, hogy egy kis szerepben feltűnt a Going Places című filmben Louis Armstronggal. Legismertebb lemeze a „Loch Lomond” című skót népdal swing változatának 1937-es felvétele lett.
Pályafutása során szerepelt filmeken és a színpadon is. 1940-ben Sullivan és Kirby szerepelt a Flow Gently Sweet Rhythm rádióműsorban, így ők voltak az első fekete dzsesszsztárok, akiknek saját heti rádiósorozattal.
Az 1940-es években Sullivan számos zenekarral lépett fel, köztük férje szextettjével, továbbá és Teddy Wilson, Benny Carter és Jimmie Lunceford vezette együttesekkel. fellépett New York legmenőbb helyein, mint a Ruban Bleu, a Village Vanguard, a Blue Angel és a Penthouse. 1949-ben szerepelt a CBS televízió egy sorozatában, 1953-ban pedig a Take a Giant Step című előadásban.
1956-ban Sullivan stílust váltott és felvette az A Tribute to Andy Razaf című albumot, ebben Razaf szövegei is szerepeltek. Az album értéke Fats Waller zongorajátéka is.
1958-tól egy ideig ápolónőként dolgozott, de 1966-ban folytatta zenei karrierjét negyedik férje, Cliff Jackson oldalán. Felléptek dzsesszfesztiválokon is. Sullivan még az 1970-es, 1980-as években is számos lemezt készített.
A My Old Friends című filmben nyújtott alakításáért 1979-ben Tony-díjra jelölték.
Négyszer házasodott meg. 1987-ben New Yorkban halt meg szívroham következtében.

## Albumai
- Leonard Feather Presents Maxine Sullivan 1956 (1956)
- Leonard Feather Presents Maxine Sullivan, Vol. II (1956)
- Close as Pages in a Book with Bob Wilber (1969)
- Live at the Overseas Press Club (1970)
- Sullivan, Shakespeare & Hyman with Dick Hyman (1971)
- We Just Couldn't Say Goodbye (1978)
- Maxine Sullivan with the Ike Isaacs Quartet (1981)
- The Queen Maxine Sullivan & Her Swedish Jazz All Stars (1981)
- Maxine with Ted Easton (1982)
- Great Songs from the Cotton Club (1984)
- On Tour with the Allegheny Jazz Quartet (1984)
- Sings the Music of Burton Lane with Keith Ingham (1985)
- Uptown with Scott Hamilton (1985)
- Good Morning, Life! (1985)
- I Love to Be in Love (1986)
- Enjoy Yourself! (1986)
- Together with Keith Ingham (1987)
- Swingin' Sweet with Scott Hamilton (1988)
- Spring Isn't Everything with Loomis McGlohon (1989)
- At Vine St. Live (1992)
- The Music of Hoagy Carmichael (1993)
- 1937–1938 (1997)
- Love...Always (1997)

## Díjai
- 1998: Big Band and Jazz Hall of Fame(wd) (posztumusz).

## Filmszerepei
- 1938: Aki mer, az nyer (Going Places); Specialty
- 1939: St. Louis Blues; Ida